# NGC 2650
NGC 2650 (другие обозначения — UGC 4603, MCG 12-9-20, ZWG 332.18, PGC 24817) — спиральная галактика с перемычкой (SBb) в созвездии Большой Медведицы. Открыта Уильямом Гершелем в 1802 году.
Галактика находится на фоне рентгеновского квазара 1RXS J085001.4 +701804. В его спектре наблюдаются линии поглощения, вызванные прохождением света через диск галактики.
Этот объект входит в число перечисленных в оригинальной редакции «Нового общего каталога».
Галактика NGC 2650 входит в состав группы галактик UGC 4593. Помимо NGC 2650 в группу также входят UGC 4593, UGC 4697 и MK 95.